# Альбіон (Пенсільванія)
Альбіон (англ. Albion) — місто (англ. borough) в США, в окрузі Ері штату Пенсільванія. Населення — 1528 осіб (2020).

## Географія
Альбіон розташований за координатами 41°53′24″ пн. ш. 80°21′52″ зх. д. / 41.89000° пн. ш. 80.36444° зх. д. (41.890001, -80.364359).  За даними Бюро перепису населення США в 2010 році місто мало площу 2,83 км², з яких 2,79 км² — суходіл та 0,04 км² — водойми.

## Демографія
Згідно з переписом 2010 року, у селищі мешкало 1516 осіб у 646 домогосподарствах у складі 397 родин. Густота населення становила 536 осіб/км².  Було 697 помешкань (246/км²).
Расовий склад населення:
| - 96,6 % — білих - 0,9 % — чорних або афроамериканців - 0,3 % — корінних американців - 0,1 % — азіатів |

До двох чи більше рас належало 1,5 %. Частка іспаномовних становила 1,8 % від усіх жителів.
За віковим діапазоном населення розподілялося таким чином: 23,9 % — особи молодші 18 років, 58,7 % — особи у віці 18—64 років, 17,4 % — особи у віці 65 років та старші. Медіана віку мешканця становила 40,2 року. На 100 осіб жіночої статі у селищі припадало 85,6 чоловіків;  на 100 жінок у віці від 18 років та старших — 86,3 чоловіків також старших 18 років.
Середній дохід на одне домашнє господарство  становив 50 220 доларів США (медіана — 46 818), а середній дохід на одну сім'ю — 61 891 долар (медіана — 58 021). Медіана доходів становила 47 250 доларів для чоловіків та 30 083 долари для жінок. За межею бідності перебувало 15,7 % осіб, у тому числі 25,4 % дітей у віці до 18 років та 9,6 % осіб у віці 65 років та старших.
Цивільне працевлаштоване населення становило 718 осіб. Основні галузі зайнятості: освіта, охорона здоров'я та соціальна допомога — 22,1 %, виробництво — 21,6 %, роздрібна торгівля — 13,0 %, мистецтво, розваги та відпочинок — 7,7 %.